# Đậu hồi
Đậu hồi hay còn có tên khác là đậu gà (tên khoa học là Cicer arietinum) là một loài thực vật có hoa trong họ Đậu. Loài này được L. miêu tả khoa học đầu tiên.

## Hình ảnh

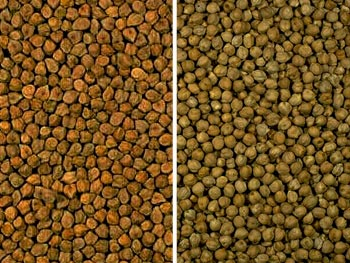
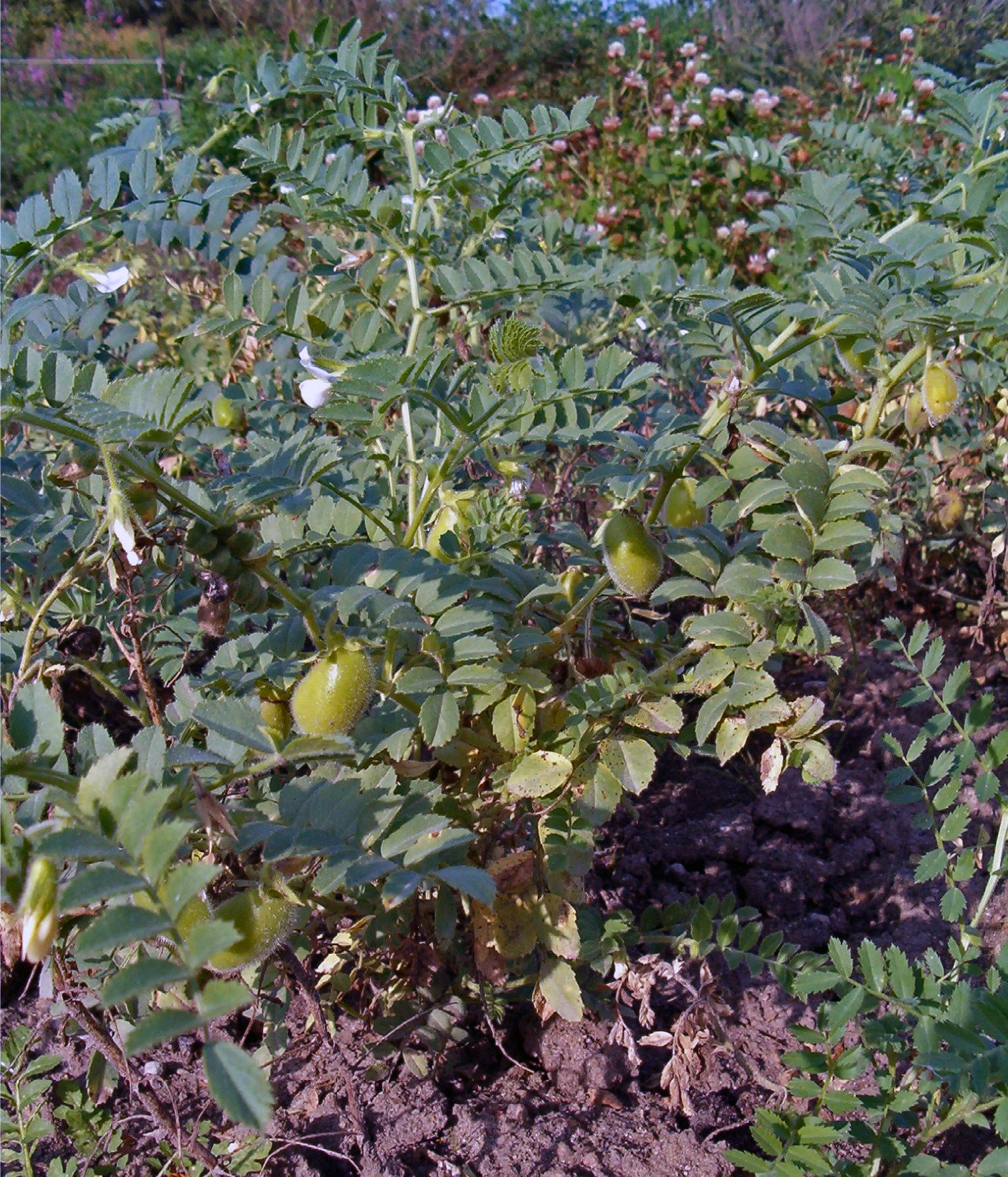
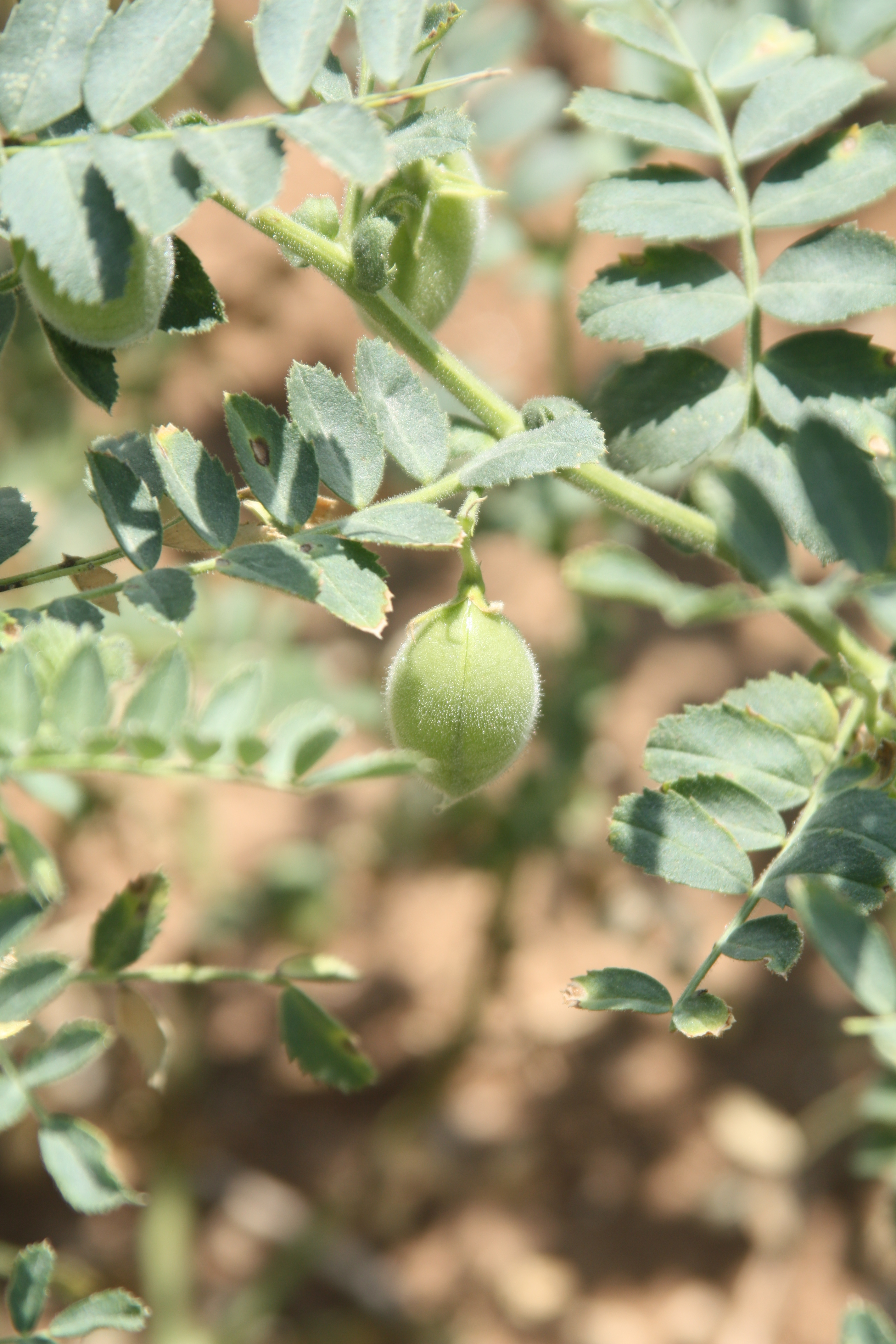
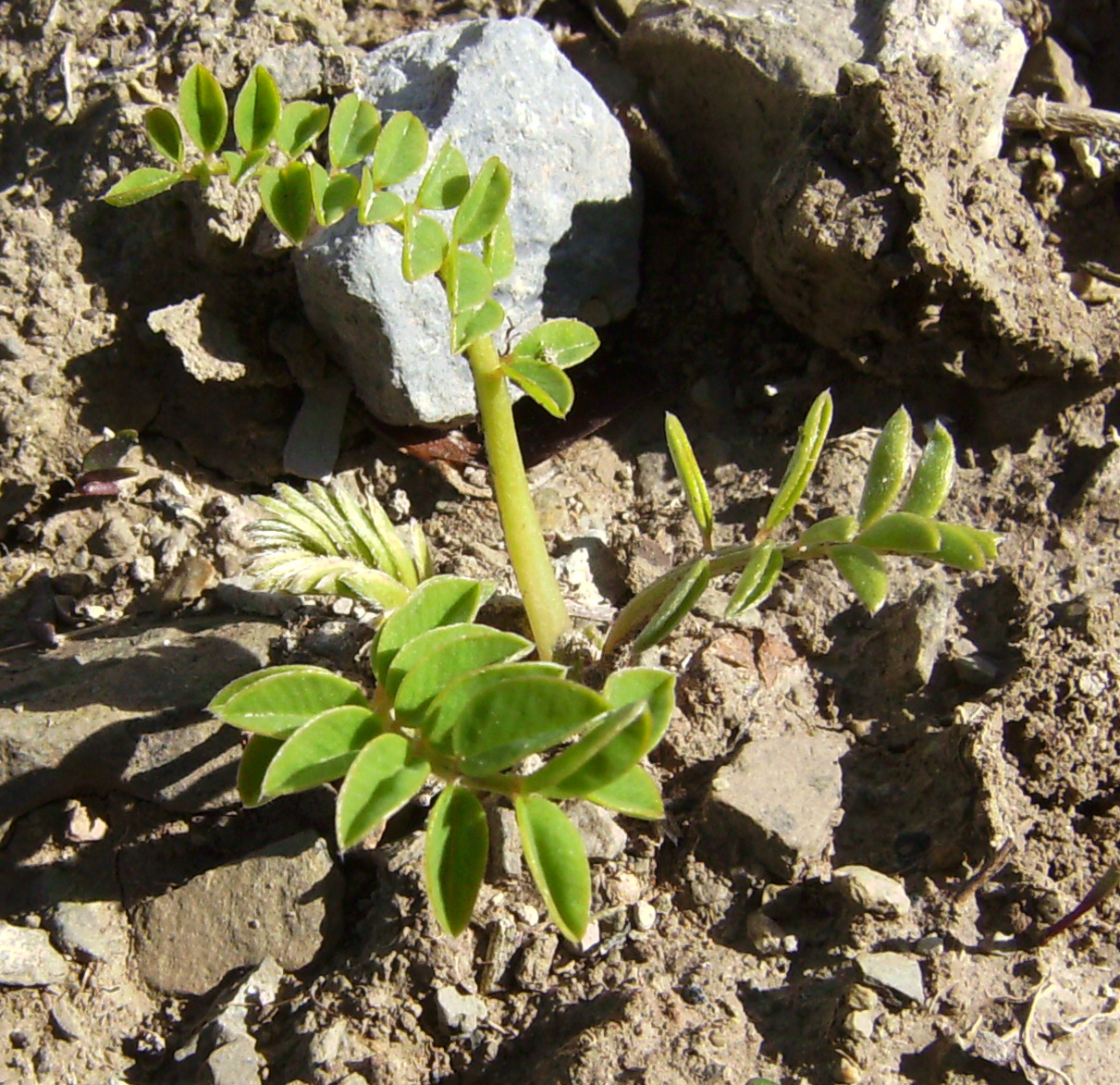
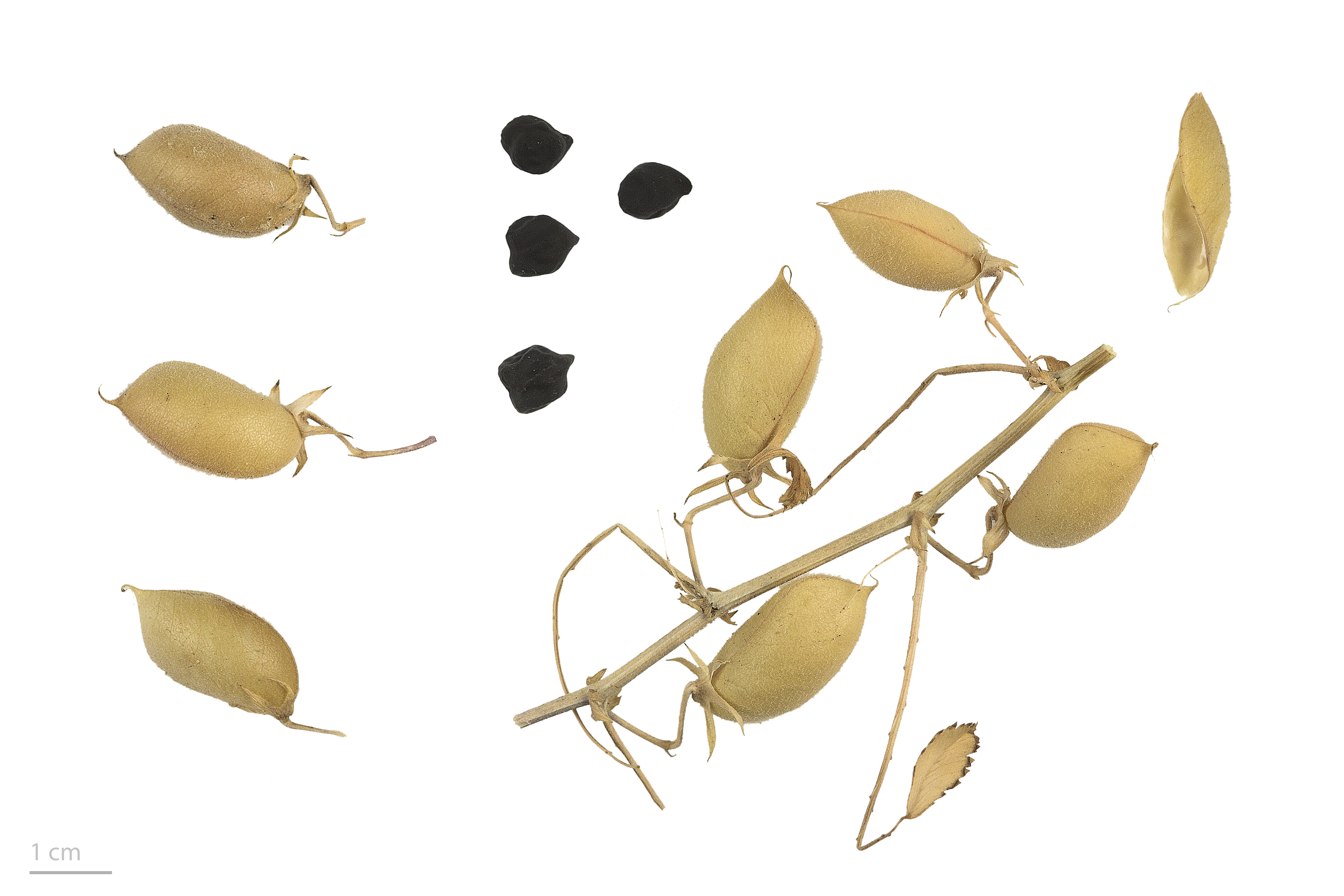
Cicer arietinum noir - Museum specimen